# Euclystis postponens
Euclystis postponens là một loài bướm đêm trong họ Erebidae.